# Голямоух кенгуров плъх
Голямоухите кенгурови плъхове (Dipodomys venustus) е вид бозайник от семейство Торбести скокливци (Heteromyidae).

## Разпространение
Видът е разпространен в САЩ (Калифорния).